# Fusarium sporotrichioides
Fusarium sporotrichioides är en svampart som beskrevs av Sherb. 1915. Fusarium sporotrichioides ingår i släktet Fusarium och familjen Nectriaceae.   Inga underarter finns listade i Catalogue of Life.